# Égalité vaccinale
L'égalité vaccinale est une notion concernant le droit à la santé. Elle intervient dans le domaine de la politique vaccinale, de la justice sociale et des relations diplomatiques entre les États affectés par une crise sanitaire.
Le concept d'apartheid vaccinal, créé pour attirer l'attention sur les effets des politiques inéquitables de distribution des vaccins sur les populations historiquement subordonnées, souligne la responsabilité des politiques sanitaires nationales dans l'émergence du variant Omicron,.

## Histoire
Début février 2021, alors que les pays s'efforcent de faire vacciner leur population pour limiter la dissémination du Covid-19, les États-Unis avaient acheté 1,2 milliard de doses de vaccins COVID-19, soit suffisamment pour donner à chaque personne plus de trois doses, alors que l'ensemble de l'Union africaine n'en avait commandé que 270 millions, ce qui correspond à une injection par personne pour 20 % de sa population totale. Ce comportement est qualifié de « nationalisme vaccinal »
Tedros Adhanom Ghebreyesus, directeur général de l'Organisation mondiale de la santé (OMS), s'est exprimé lors de l'ouverture de la 148e session du Conseil exécutif sur l'épidémie de coronavirus (COVID-19) à Genève le 17 mai 2021 en évoquant l'existence d'un « apartheid vaccinal » entre les pays à haut revenu et les pays à revenu bas et intermédiaire, ces derniers ne recevant que 17% des doses de vaccin contre le Covid-19 tout en comptant presque la moitié de la population mondiale.
Selon Fatima Hassan, fondatrice et directrice de l'Initiative Health Justice en Afrique du Sud, les habitants d'Asie, d'Afrique et d'Amérique latine sont invitées à se soumettre aux essais cliniques pour les vaccins et à participer à l'émergence de la connaissance scientifique, mais sont forcées d'attendre derrière les autres pays avant d'avoir accès aux services de santé ou d'éducation, comme durant l'apartheid en Afrique du Sud.

## Pandémie de Covid-19

### Contexte
Dès le début de la pandémie, l'Organisation mondiale de la santé a exigé que les stocks de vaccins soient partagés équitablement et a créé l'initiative COVID-19 Vaccines Global Access (COVAX) pour aider à atteindre cet objectif.
COVAX est une coalition qui a été fondée en avril 2020, alors que personne ne savait vraiment quand les vaccins seraient disponibles. Mais dès le départ, il a été reconnu qu'il allait falloir mettre en place un mécanisme permettant une distribution juste et équitable des vaccins.
Selon des données publiées en juillet 2021 par le Programme des Nations Unies pour le développement (PNUD), l'Organisation mondiale de la santé (OMS) et l'Université d'Oxford, l'inégalité en matière de vaccins compromet une véritable reprise économique mondiale après le Covid-19.
Selon le New Scientist, l'immunisation globale pourrait ne pas advenir avant 2024.

### Inégalités économiques
À l'occasion de la Journée mondiale des réfugiés, le 20 juin 2021, Filippo Grandi, Haut Commissaire des Nations unies pour les réfugiés (HCR), a commenté la situation des personnes déplacées dans le monde en pleine pandémie de COVID-19.
M. Grandi s'est attaqué au « scandale » de l'inégalité des vaccins, qui, selon lui, frappe le plus durement les plus pauvres, et les réfugiés en particulier. Il a exhorté les gouvernements à ne pas réduire les budgets d'aide alors qu'ils s'efforcent de faire face à des emprunts massifs pour la pandémie.
Selon lui, le problème vient du manque de vaccins dans les pays pauvres, et de l'inégalité entre les pays. Il donne l'exemple de la Suisse, où l'on vaccine des enfants alors que des personnes âgées vulnérables dans le monde devront attendre des mois, y compris les réfugiés, pour recevoir leur première injection.
La décision de certains des pays les plus riches de déployer les rappels de Covid-19 pour leurs citoyens est un « simulacre d'équité vaccinale », a déclaré le 19 août 2021 Matshidiso Moeti, directrice régionale de l'Organisation mondiale de la santé pour l'Afrique.
Lors d'un point de presse sur la situation de la pandémie sur le continent, M. Moeti a déclaré que seuls 2 % des Africains ont été entièrement vaccinés contre le Covid-19 à ce jour. Par contraste, elle a critiqué la décision de certains pays riches de commencer à administrer des rappels de vaccins contre le coronavirus, affirmant que ces décisions « tournent en dérision l'équité en matière de vaccins » alors que le continent africain a toujours du mal à s'approvisionner en vaccins.
Au lieu d'offrir des doses supplémentaires à leurs citoyens déjà entièrement vaccinés, les pays riches devraient, selon elle, donner la priorité aux pays pauvres, dont certains sont ravagés par la pandémie de coronavirus.
L'Organisation mondiale de la santé a appelé à un moratoire sur les injections de rappel jusqu'à la fin du mois de septembre afin de libérer des stocks de vaccins pour les pays à faible revenu. Mais plusieurs pays riches ont déclaré qu'ils n'attendraient pas aussi longtemps. Aux États-Unis, l'administration Biden a déclaré mercredi qu'elle fournirait des injections de rappel à la plupart des Américains dès le 20 septembre. La France et l'Allemagne ont également déclaré qu'elles prévoyaient d'offrir des vaccins aux populations vulnérables, et Israël a déjà administré des troisièmes vaccins à plus d'un million de résidents.
Israël a lancé son programme de rappels pour les personnes âgées de plus de 60 ans en juillet, tandis que la Russie a commencé à offrir des rappels en juillet aux personnes vaccinées depuis six mois ou plus, selon Reuters. La France et l'Allemagne commenceront également à administrer une troisième dose de vaccins contre le coronavirus aux personnes âgées et vulnérables du pays à partir de septembre.

### Diplomatie vaccinale
La Russie et la Chine, avec leurs vaccins respectifs, on utilisé la diplomatie vaccinale de manière efficace. Pendant ce temps, les États-Unis et l'Europe ont tardé à se tourner vers le monde en développement.
La Chine, qui a investi massivement au cours des dix ou vingt dernières années dans de nombreux pays d'Afrique subsaharienne en construisant des routes et des installations comme des hôpitaux. Il y a là un compromis, car de nombreux minerais et ressources vont en Chine pour aider leur base industrielle. La Chine leur a notamment fourni le vaccin Sinopharm.
Les Russes ont leur vaccin Sputnik V qu'ils ont également mis à la disposition de nombreux pays dans le monde, notamment dans la région de l'Europe de l'Est et en Amérique du Sud.